# Налимово (Свердловская область)
Налимово — деревня в Свердловской области, входящая в Артёмовский муниципальный округ. Управляется Мостовской сельской администрацией.

## География
Деревня располагается на реке Нела в 10 километрах на северо-восток от города Артёмовский.

### Часовой пояс
Налимово, как и вся Свердловская область, находится в часовой зоне МСК+2. Смещение применяемого времени относительно UTC составляет +5:00.

## История
Населённый пункт основан в XVII веке. Назван по фамилии первых жителей.

## Население
| 2002 | 2010 | 2021 |
| ---- | ---- | ---- |
| 96   | ↘29  | ↘8   |

## Инфраструктура
В деревне располагаются три улицы (Ленина, Набережная, Октябрьской Революции) и два переулка (Школьный, Южный).